# B.Durga, Holalkere
B.Durga là một làng thuộc tehsil Holalkere, huyện Chitradurga, bang Karnataka, Ấn Độ.